# Deus Ex
Deus Ex är ett actionrollspel utvecklat av Ion Storm, och publicerat av Eidos Interactive. Spelet släpptes till Windows och Mac OS Classic år 2000 och två år senare även till Playstation 2.
Spelet utspelar sig runt år 2052, i en värld ständigt hotad av terrorism och kaos.
Handlingen följer JC Denton, nyskolad agent i antiterroristorganisationen UNATCO.
En uppföljare till spelet, vid namn Deus Ex: Invisible War, kom ut år 2003 och ett tredje spel Deus Ex: Human Revolution släpptes 23/26 augusti 2011.

## Handling
Deus Ex utspelas i en mörk framtidsvärld där en livshotande epidemisk sjukdom, grey death (svenska: gråa döden), sprider sig världen över. Ett vaccin finns, men reserveras för de rika och viktiga.
Vanligt folk får svårt att överleva och tilltron till regeringen sjunker. Terroristorganisationer med mål att bekämpa regimen och hjälpa folket bildas, samtidigt som krigen på gatorna ökar.
Man antar rollen som JC Denton, agent för antiterroristorganisationen UNATCO. Under sina uppdrag för UNATCO lindas JC in i en konspiration som får honom att tvivla på vad UNATCO egentligen står bakom och om han verkligen kan lita på att det han gör är rätt.

## U.N.A.T.C.O.
United Nations Anti-Terrorist COalition, eller UNATCO förkortat, är en fiktiv framtidsorganisation i spelet. Organisationen utvecklades runt 2030 från dagens Förenta Nationerna till att bli en global organisation som bekämpar terrorism. Den har baser runt hela jorden, bland annat på Liberty Island i New York, där direktören är Joseph Manderley. Organisationen är känd för att den anställer folk som har inbyggda maskiner inom sig, till exempel med-karaktären Gunther Herrmann som har bytt ut större delen av sin kropp för att kunna utföra sitt jobb.

## Spelstil
Deus Ex utspelar sig i förstapersonsperspektiv och lånar vissa delar från RPG-genren. Spelaren kan samla på sig poäng och investera dessa i olika färdigheter som exempelvis skytte eller kunskap inom elektronik.
Man kan även förbättra karaktären inom vissa områden med så kallade "augmentations". Dessa finner man runt omkring på banorna och kan installeras i karaktärens kropp. När en "augmentation" är igång drar den energi från karaktären vilket gör att dessa endast fungerar temporärt.

## Utmärkelser
Deus Ex har vunnit priser för både sin handling och speldesign. Deus Ex är även vinnare av många Game of the Year Awards.